# Owain Taylor
Owain Taylor (* 18. Januar 1996 in Colchester, England) ist ein walisischer Squashspieler. 

## Karriere
Owain Taylor begann seine Karriere im Jahr 2015 und gewann bislang zwei Titel auf der PSA World Tour. Den ersten gewann er im Januar 2023 in Royal Tunbridge Wells. Seine beste Platzierung in der Weltrangliste erreichte er mit Rang 93 am 20. November 2023. 2016 debütierte Taylor für die walisische Nationalmannschaft bei den Europameisterschaften 2016. Auch 2019 und 2022 gehörte er zum Kader. Mit der walisischen Nationalmannschaft nahm er außerdem 2019 und 2023 an der Weltmeisterschaft teil. Dabei belegte die Mannschaft 2019 mit dem dritten Platz ihr zweitbestes Resultat in der Weltmeisterschafts-Historie. Im April 2022 vertrat Taylor Wales bei den Weltmeisterschaften im Doppel und schied mit Elliott Morris Devred in der Vorrunde aus.
2019 wurde Taylor Dritter bei den walisischen Landesmeisterschaften.

## Erfolge
- Gewonnene PSA-Titel: 2